# Maraial
Maraial là một đô thị thuộc bang Pernambuco, Brasil. Đô thị này có diện tích 197,64 km², dân số năm 2007 là 12293 người, mật độ 62,2 người/km².